# Морейра, Мигел
Мигел Жоау Морейра (порт. Miguel João Moreira; 6 октября 1984 года, Порту, Португалия) — португальский футбольный тренер.

## Биография
В качестве игрока не выступал на высоком уровне. Свою тренерскую карьеру начал в 21 год в молодежной команде клуба «Гондомар». В качестве наставника работал ассистентом во многих юниорских и во взрослых командах Португалии. Некоторое время входил в штаб бразильского клуба «Васко да Гама». В 2021 году некоторое время занимал должность технического директора «Пасуш де Феррейра». Административной работой Морейра занимался недолго: в августе того же года он переехал в Литву, где начал самостоятельную тренерскую карьеру в во взрослом футболе. Португалец был назначен главным тренером команды А-Лиги «Ритеряй» (Вильнюс). После окончания сезона он уступил свой пост шведу Гленну Столю.
11 апреля Мигель Морейра возглавил «Судуву».
6 июня 2024 года португалец был назначен на должность главного тренера эстонского клуба Премиум-Лиги «Нарва-Транс». Он стал первым наставником из Южной Европы в его истории. Однако уже в начале сентября контракт с ним был расторгнут по соглашению сторон. Под руководством Морейры клуб провел 12 матчей, в которых по четырежды выиграл, сыграл вничью и проиграл.